# Carlo Mazzarella
Carlo Mazzarella (Genova, 30 luglio 1919 – Roma, 7 marzo 1993) è stato un attore e giornalista italiano.

## Biografia

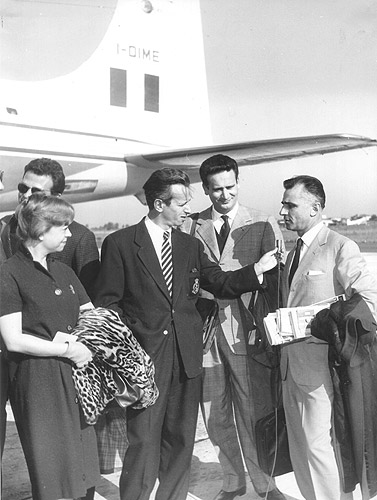
Carlo Mazzarella intervista Mario Monicelli e Giulietta Masina (1958)

Da ragazzo si trasferì con la famiglia a Roma. Frequentò il liceo Tasso dove ebbe come compagni di scuola Vittorio Gassman, Luigi Squarzina e Luigi Silori. Dopo la maturità classica, frequentò fino al diploma l'Accademia nazionale d'arte drammatica. Dopo la guerra lavorò in teatro accanto a Sergio Tofano e Anna Proclemer e prese parte alle riviste Ritorna Za Bum e Pasquino.
Debuttò come attore nel 1946 nel film di Mario Soldati Le miserie del signor Travet; ebbe poi parti secondarie in una trentina di pellicole.
L'esperienza teatrale e cinematografica diede a Mazzarella la possibilità di incontrare Ennio Flaiano, Vittorio Gassman e Alberto Sordi che furono suoi amici fraterni e probabilmente fu Flaiano a imprimere maggiormente nella sua crescita a carattere intellettuale. Di sicuro la curiosità e il sottile sarcasmo ereditato dal Flaiano non trovarono appiglio nel mondo dello spettacolo e allora Mazzarella ripiegò sulla carta stampata. 
Mazzarella scrisse per Il Giorno, Il Messaggero e per molti anni per Il Giornale di Indro Montanelli, ma fu come giornalista televisivo della Rai che riscosse successo e popolarità. 
Tra le sue interviste più importanti, quelle con Salvador Dalí, Walt Disney e molti altri artisti, personaggi dello spettacolo e del mondo politico. In Rai fu inviato alle Mostre del cinema a Venezia e ai Festival dei Due Mondi a Spoleto, ma con il passare degli anni preferì la politica. Come inviato speciale Rai cominciò a specializzarsi sugli Stati Uniti d'America. Una grande notorietà arrivò a metà degli anni sessanta, quando realizzò un servizio speciale per la Rai dal titolo Viaggio tra i negri d'America, per il quale fu insignito della Medusa d'oro al quinto Premio dei Colli per l'inchiesta filmata; il servizio, oltre che per l'attualità dei contenuti e l'impegno sociale, si distingueva per lo stile giornalisticamente vivace e immediato. Nello stesso anno prese parte al varietà televisivo Za-bum. Da allora i suoi reportage dagli USA degli anni settanta e ottanta (e dall'Estremo Oriente negli anni novanta) lo resero popolare, per i suoi frequenti servizi dell'edizione della sera del telegiornale; di questa esperienza conservò la straordinaria capacità di parlare al pubblico.
Alla fine degli anni cinquanta e all'inizio del 1960 si prodigò, insieme con molti colleghi di diversa estrazione politica, alla promozione del progetto Cronache dal Mondo, dal quale però si dissociò pochi anni dopo.
Celebre per i suoi servizi dall'Oriente e dagli Stati Uniti, per il suo sottile umorismo e per la coniazione di soprannomi affibbiati ai personaggi televisivi: diede ad Emilio Fede il soprannome Sciupone l'Africano, essendo Fede corrispondente dall'Africa e amante del gioco d'azzardo. Mazzarella amava discorrere con il suo pubblico in modo spigliato e di solito commentare a braccio, in presa diretta.
Visse sempre a Roma. Si sposò con l'attrice americana Janine Hendy da cui ebbe un figlio nel 1964, dopo qualche tempo si separò e in seguito si unì ad una donna di origine filippina.

## Filmografia
- Le modelle di via Margutta, regia di Giuseppe Maria Scotese (1945)
- Le miserie del signor Travet, regia di Mario Soldati (1945)
- Felicità perduta, regia di Filippo Walter Ratti (1946)
- Il vento m'ha cantato una canzone, regia di Camillo Mastrocinque (1947)
- Natale al campo 119, regia di Pietro Francisci (1947)
- Arrivederci, papà!, regia di Camillo Mastrocinque (1947)
- Riso amaro, regia di Giuseppe De Santis (1948)
- Biancaneve e i sette ladri, regia di Giacomo Gentilomo (1949)
- Vivere a sbafo, regia di Giorgio Ferroni (1949)
- Figaro qua, Figaro là, regia di Carlo Ludovico Bragaglia (1950)
- Luci del varietà, regia di Alberto Lattuada e Federico Fellini (1950)
- È arrivato il cavaliere, regia di Steno e Mario Monicelli (1950)
- Guardie e ladri, regia di Mario Monicelli e Steno (1951)
- Sette ore di guai, regia di Marcello Marchesi e Vittorio Metz (1951)
- Altri tempi, epis. Pot pourri di canzoni e Il processo di Frine, regia di Alessandro Blasetti (1952)
- Totò a colori, regia di Steno (1952)
- Totò e le donne, regia di Steno (1952)
- Le infedeli, regia di Steno e Mario Monicelli (1952)
- Carosello napoletano, regia di Ettore Giannini (1953)
- Febbre di vivere, regia di Claudio Gora (1953)
- Totò e Carolina di Mario Monicelli (1953)
- Ho scelto l'amore, regia di Mario Zampi (1953)
- Era lei che lo voleva, regia di Marino Girolami (1953)
- Cinema d'altri tempi, regia di Steno (1953)
- Gran varietà, regia di Domenico Paolella (1953)
- Rosso e nero, regia di Domenico Paolella (1954)
- Un americano a Roma, regia di Steno (1954)
- Bravissimo, regia di Luigi Filippo D'Amico (1955)
- Un eroe dei nostri tempi, regia di Mario Monicelli (1955)
- Destinazione Piovarolo, regia di Domenico Paolella (1955)
- Kean - Genio e sregolatezza, regia di Vittorio Gassman e Francesco Rosi (1956)
- Una pelliccia di visone, regia di Glauco Pellegrini (1956)
- Il disco volante, regia di Tinto Brass (1964)
- Lucky Luciano, regia di Francesco Rosi (1973)

## Doppiatori italiani
- Carlo Romano in Riso amaro
- Stefano Sibaldi in Figaro qua, Figaro là

## Programmi televisivi Rai
- Gli americani di Roma, documentario televisivo di Carlo Mazzarella e Giulio Giandinoto, trasmesso il 12 gennaio 1956